# Ângulo de visão

Exemplo de ângulo de visão.

Ângulo visão em fotografia é a amplitude que pode ser registrada por determinada objetiva em função de sua distância focal. Quanto maior for essa distância, menor será o ângulo visual, e maior será o seu poder de aproximação.

## Exemplo
No exemplo abaixo, pode-se notar como a escolha da lente afeta o ângulo de visão. As fotos foram feitas com uma câmera 35mm.
|  |  |
|  |  |